# San o križu
San o križu (eng. Dream of the Rood), staroengleska kršćanska poema. Primjer je žanra pjesništva o snu. Poput većine staroengleskih pjesama, napisan je aliterativnim stihom. Trijumfalni križ Rood u naslovu izvornika na hrvatskom je trijumfalni križ i riječ dolazi iz staroengleske riječi rōd stup, šipka ili točnije raspelo'. Sačuvana u Preserved in the 10th-century Vercellijevoj knjizi, poema bi mogla biti stara kao Ruthwellski križ iz 8. stoljeća i smatra se jednim od najstarijih radova staroengleske književnosti. Upisan je dio na Ruthwellskom križu skupa s latinskim tekstovima. Ne zna se pjesnik koji je napisao. Smatra se da je više pjesnika pisalo San o križu. Neki su autori datirali djelo u 7. stoljeće. Primjerice George Stephens je bio mišljenja da jezik i struktura Sna o križu ukazuju na 8. stoljeće. Uz pretpostavku da je jedini kršćanski pjesnik prije Bede bio Cædmon, Stephens je argumentirao da je Cædmon napisao San o križu. Nadalje je tvrdio da Ruthwellski križ sadrži runski natpis koji može biti interpretiran kao rečenica "Caedmon made me" (Caedmon me napisao). Poput mnogih poema iz anglosaskog vremena San o križu niza kršćanske i pretkršćanske slike, ali na kraju to je ipak kršćanski rad.